# Mouvement nazaréen
Pour les articles homonymes, voir Nazaréen.

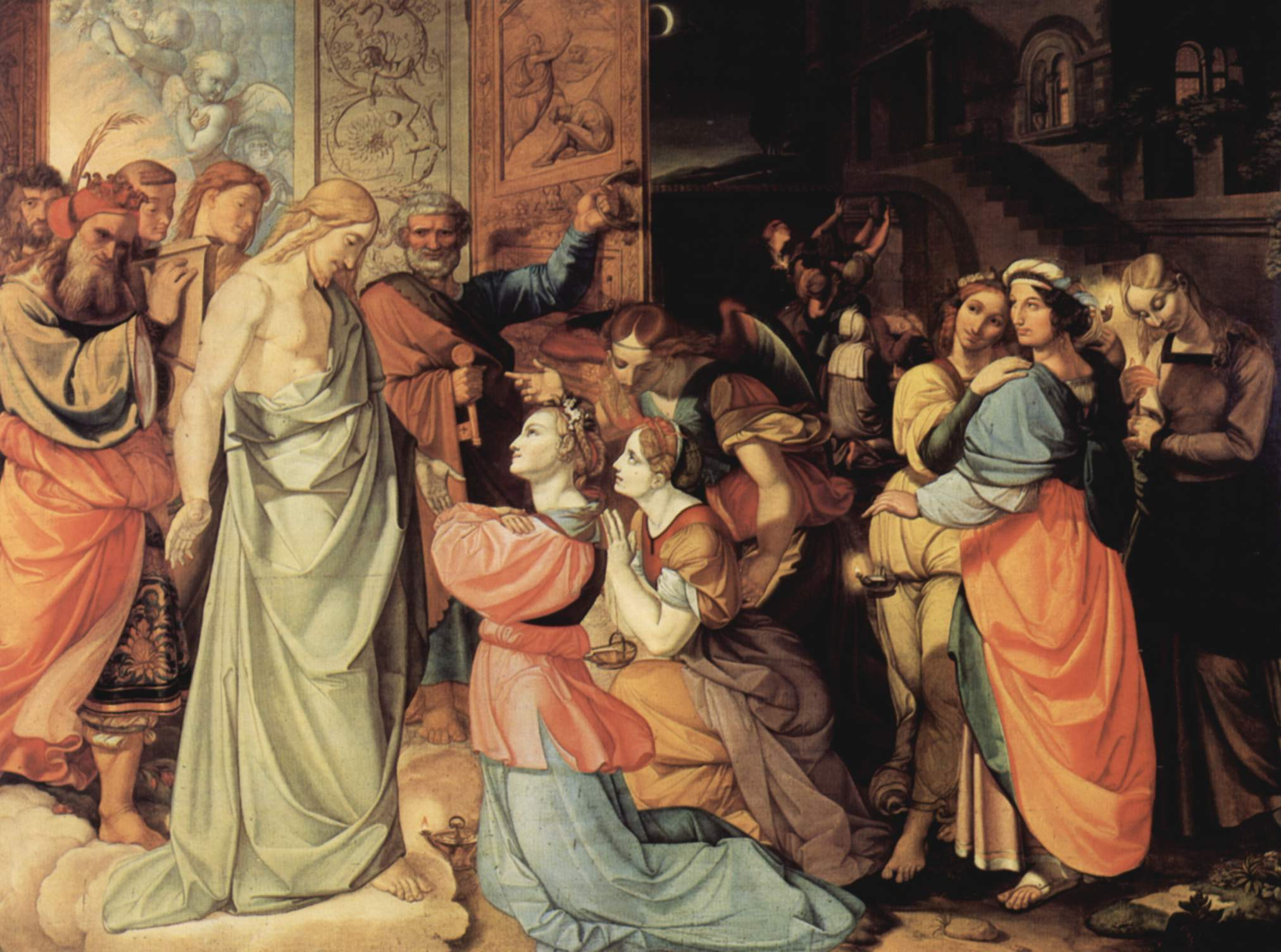
Peter von Cornelius, Die klugen und die törichten Jungfrauen (Les vierges sages et les vierges folles)
Huile sur toile, 1813 - 1819
Düsseldorf, Kunstmuseum.

« Nazaréen » qualifie un mouvement artistique formé au début du XIXe siècle par un groupe d'artistes peintres originaires des pays germaniques : rattachés au romantisme, les nazaréens souhaitaient refonder et revitaliser l'art par la religion chrétienne, en ses valeurs spirituelles et morales.

## Origine du nom
Ces peintres sont appelés « les nazaréens » (de l'italien i Nazareni), en référence à Nazareth et donc à Jésus et aux premiers chrétiens, non pas par les tenants du groupe mais par des témoins et dans un sens péjoratif car les peintres en question prennent l'habitude de s'habiller et de se coiffer à la manière des personnages archétypaux bibliques représentés depuis la fin du Moyen Âge, notamment par les primitifs italiens.

## Les fondateurs
En 1809, six étudiants de l'Académie des beaux-arts de Vienne décident de fonder une sorte de corporation basée à Vienne et appelée Lukasbund (Confrérie de Saint-Luc), en référence à la fameuse guilde du même nom qui existait depuis le XIVe siècle en Italie. En 1810, quatre d'entre eux, Johann Friedrich Overbeck, Franz Pforr, Ludwig Vogel et Johann Konrad Hottinger partent pour Rome dans le cadre du Grand Tour, et s'installent dans le monastère abandonné de San Isidoro. Ils sont rejoints en 1810 par Philipp Veit, Peter von Cornelius, Julius Schnorr von Carolsfeld, Friedrich Wilhelm Schadow et quelques autres.

## Histoire
Ces élèves souhaitent ardemment un renouveau de la peinture allemande, qui vivait sous l'influence notable du romantisme germanique et du mouvement Sturm und Drang, mais surtout du néoclassicisme. L'époque était agitée : outre l'impact des idées révolutionnaires françaises, la jeunesse subissait l'influence de l'Aufklärung (« Les Lumières »), la sécularisation des biens ecclésiastiques, l'absolutisme et la monarchie constitutionnelle, tandis que le Saint-Empire romain agonisait aux alentours de 1806.
Ces six élèves, artistes à Vienne, définirent l'idéal nazaréen : le renouveau de l'art par la religion, en s'inspirant d'Albrecht Dürer et de Raphaël. De Vienne, ils partirent ensuite pour Rome. Le mouvement nazaréen allait ainsi devenir rapidement un mouvement collectif des régions catholiques du sud. Les peintres nazaréens, influencés à la fois par le catholicisme et le romantisme se donnèrent pour objectif de renouveler l'art religieux par l'étude des anciens maîtres italiens et allemands. Ainsi l'un des fondateurs du mouvement, Franz Pforr, déclara :

« Mon inclination m'attire à l'époque du Moyen Âge où la dignité de l'homme se montre encore dans toute sa vigueur. »

Les artistes suivants effectuent un voyage en Italie fondateur d'un mouvement réclamant une évolution par rapport au néoclassicisme qui les lasse : Johann Friedrich Overbeck, Franz Pforr, Ludwig Vogel (Ludwig Vogel), Johann Konrad Hottinger, dans le monastère abandonné de Saint-Isidore, à Rome. Les rejoignent Philipp Veit, Peter von Cornelius, Julius Schnorr von Carolsfeld, Friedrich Wilhelm Schadow (entre autres). Ils rencontrent le paysagiste romantique autrichien Joseph Anton Koch, qui deviendra le chef de file. Carl Joseph Begas s'inspire d'eux. En 1827, Joseph von Führich se joint au mouvement.
Le mouvement nazaréen se diversifie à partir des années 1859, et inspire d'autres mouvements artistiques comme l'école de Beuron.

## L'académie des Beaux-Arts de Vienne
Le mouvement artistique des nazaréens a débuté grâce à des élèves de l'académie des Beaux-Arts de Vienne. Cette académie avait une très bonne réputation dans toute l'Europe. Johann Friedrich Overbeck et Franz Pforr y ont commencé leur formation.
Le programme de l'académie, mis au point par Heinrich Friedrich Füger, était rigoureux, les aspects techniques l'emportant sur l'expression artistique. Des peintres comme Albrecht Dürer, Hans Holbein le Jeune, et Hans Baldung Grien étaient pris comme modèles.

## La confrérie de Saint-Luc
Certains des étudiants de l'académie pensaient qu'ils manquaient cruellement de formation dans le domaine de l'esprit, ce qu'ils considéraient comme essentiel :

« […] sont portés disparus […] le cœur, l'âme et le sentiment. »

— Écrit à dix-neuf ans par Friedrich Overbeck, le 27 avril 1808, dans une lettre à son père.
Pforr, qui s'inspire déjà des anciens peintres allemands, en qui il voyait l'expression des émotions, ce qui lui manque dans sa formation, se lie d'amitié avec Overbeck. Leur point commun : leur point de vue critique sur la formation de l'académie d'art de Vienne.
Le cercle d'amis s'élargit pendant l'été 1808 grâce à l'arrivée de Joseph Sutter, de Josef Wintergerst, de Johen Kenrad Hotting, et de Ludwig Vogel. Les amis se réunissent pour parler de thèmes artistiques. Un an plus tard, quand ils fêtent le premier anniversaire de leur rencontre, ils se baptisent « confrérie de Saint-Luc ». Ils ont choisi saint Luc, comme les confréries anciennes de peintres depuis le Moyen Âge (cet évangéliste est le patron des peintres).
La confrérie de Saint-Luc est fort inspirée par le romantisme et les idées piétistes en vogue à l'époque. Ils ont bien sûr puisé dans les théories des romantiques allemands, comme Wilhelm Heinrich Wackenroder, Friedrich Schlegel, Novalis et Ludwig Tieck.

## La confrérie à Rome
En 1810, Franz Pforr, Overbeck, Vogel et Hottinger partent à Rome étudier leurs modèles italiens. Ils occupent alors le monastère de San-Isidore vacant. Contrairement aux artistes qui ont précédemment fait le voyage, les nazaréens ne cherchent pas la Rome de l'Antiquité, mais la Rome du Moyen Âge et la chrétienne. Une fois sur place, ils seront rejoints par plusieurs autres artistes, notamment Peter von Cornelius en 1812, Wilhelm von Schadow en 1813 et Philipp Veit en 1816, qui joueront un rôle important dans l’exécution d’une commande de Jakob Bartholdy, le consul général de Prusse pour les États italiens : la décoration de l’intérieur de la Casa Bartholdy. Pour ce projet collaboratif, Cornelius, Schadow, Veit et Overbeck décident d’expérimenter avec des grandes fresques, et de représenter des scènes de la vie de Joseph dans l’Ancien Testament. Les fresques témoignent de leur mission de redonner vie à la peinture religieuse et historique, ainsi que de renouveler la fresque en tant que forme d'art. Ces œuvres collaboratives donnent à la Confrérie un statut international et marquent le renouvellement de la peinture murale monumentale.

## Liste de peintres nazaréens
- Carl Joseph Begas
- Peter von Cornelius
- Ernst Deger
- Konrad Eberhard
- Carl Eggers
- Marie Ellenrieder
- Gebhard Flatz
- Joseph von Führich
- Matthias Goebbels
- Josef Gold
- Jakob Götzenberger
- Josef von Hempel
- Franz Ittenbach
- Gustav Jäger
- Johannes Kaspar
- Leopold Kupelwieser
- Friedrich Lange
- Ferdinand Olivier
- Friedrich von Olivier
- Johann Friedrich Overbeck
- Johann David Passavant
- Carl Gottlieb Peschel
- Franz Pforr
- Johann Anton Ramboux
- Theodor Rehbenitz
- Wilhelm von Schadow
- Johann Scheffer von Leonhardshoff
- Julius Schnorr von Carolsfeld

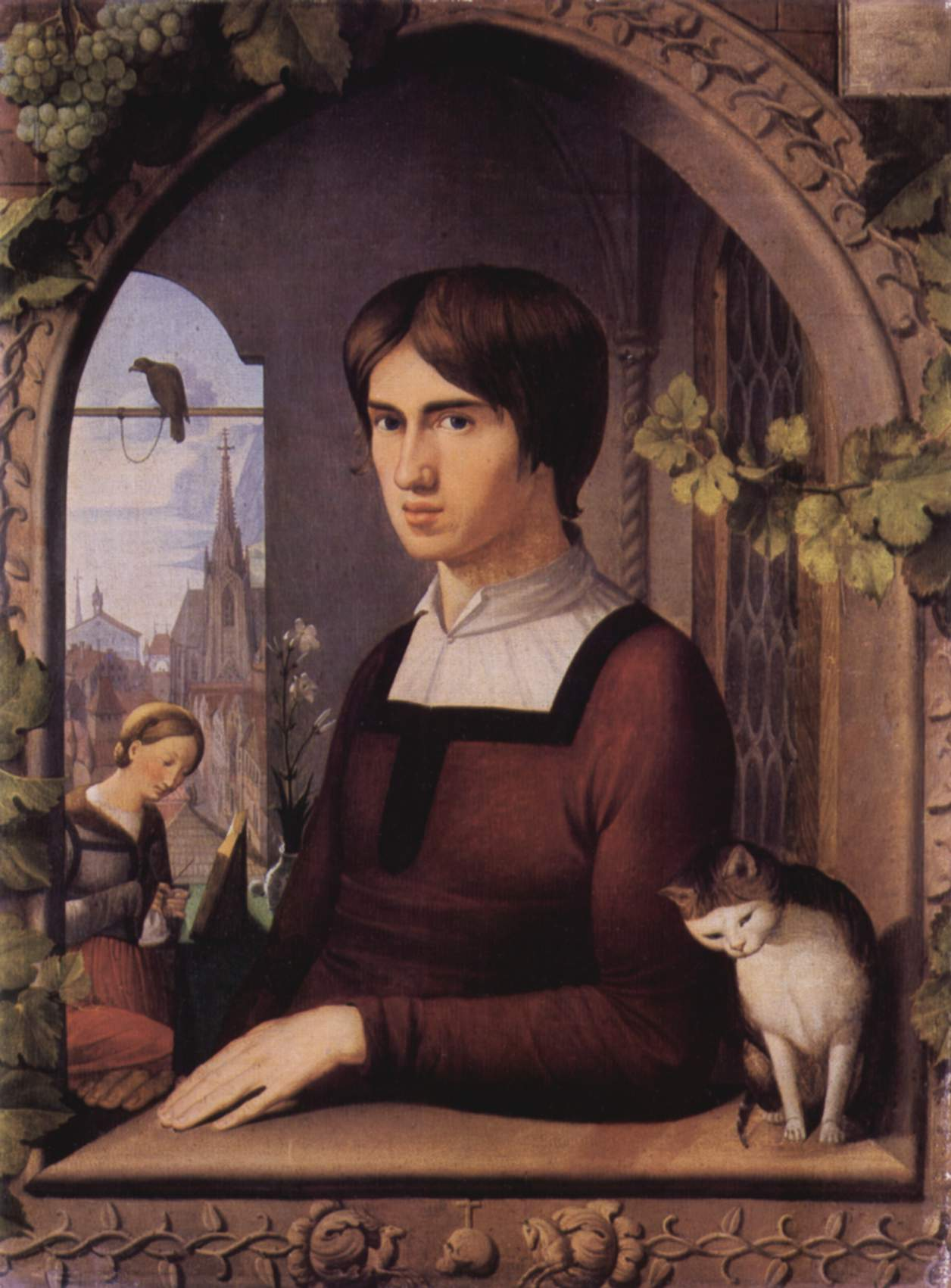
Johann Friedrich Overbeck, Portrait du peintre Franz Pforr (1810).

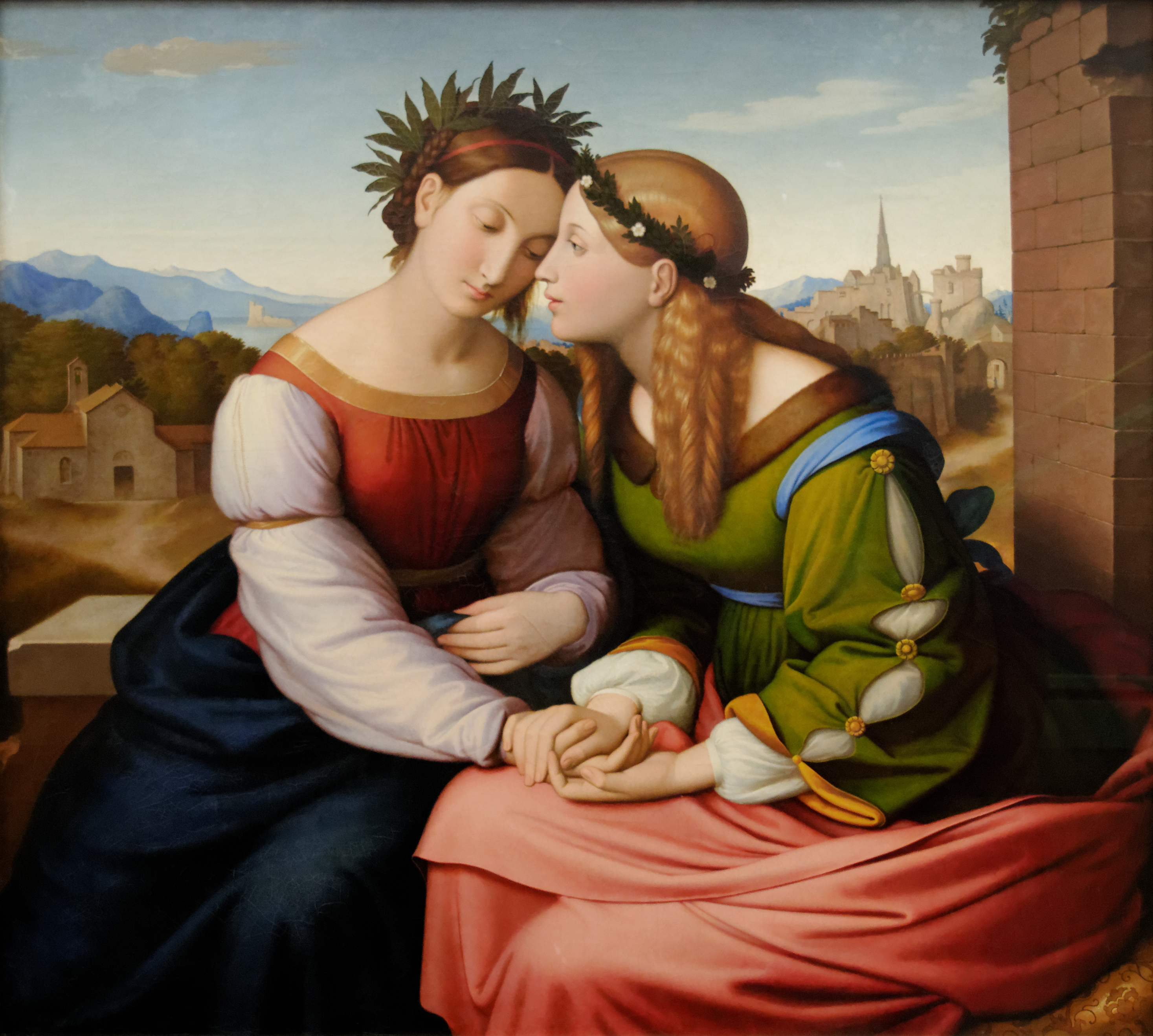
Johann Friedrich Overbeck, Italie et Allemagne (Sulamith et Maria) (1811-1828).

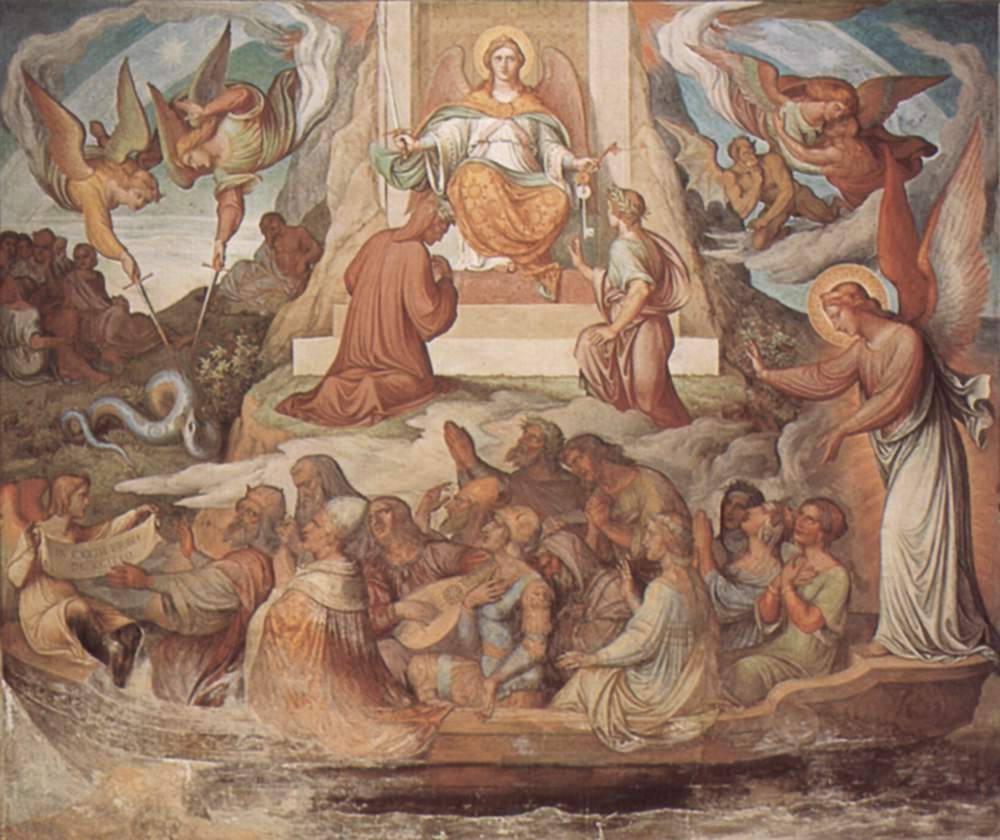
Joseph Anton Koch, détail des Dante-Zyklus in der Casa Massimo.

- Ludwig Ferdinand Schnorr von Carolsfeld
- Johann von Schraudolph
- Claudius Schraudolph l'Ancien
- Alexander Maximilian Seitz
- Joseph Anton Settegast
- Edward von Steinle
- Philipp Veit
- Johannes Veit
- Friedrich Wasmann
- Josef Wintergerst
- Johann Michael Wittmer
- Carl Philipp Fohr
- Max Schmalzl, dit le dernier nazaréen

## Les nazaréens français
Un certain nombre d'artistes français ont été regroupés sous ce nom : André-Victor Orsel, Alphonse-Henri Périn, Émile Signol, Charles Soulacroix…[réf. nécessaire]